# Domícia (tia de Neró)
Domícia (en llatí Domitia), coneguda també com a Domícia Lèpida Major, va ser una dama romana del temps de l'Imperi. Formava part de la gens Domícia, una antiga família romana d'origen plebeu.
Era germana de Gneu Domici Aenobarb, i de Domícia Lèpida, i tia de l'emperador Neró. Es va casar amb Crisp Passiè, que més tard la va repudiar per casar-se amb Agripina, la mare de Neró. Tàcit diu que per això era natural que fos enemiga d'Agripina. Després de l'assassinat de la seva mare, Neró, l'any 59, va ordenar enverinar a Domícia, que ja era d'edat avançada, per apoderar-se de les seves propietats a Baiae i a Ravenna, on va construir uns magnífics jardins i un gimnàs.